# جون إم. جيبسون
جون إم. جيبسون (بالإنجليزية: Jon M. Gibson)‏ هو صحفي أمريكي، ولد في 22 نوفمبر 1982 في ويلكس بار في الولايات المتحدة.

## وصلات خارجية
- جون إم. جيبسون على موقع IMDb (الإنجليزية)